# U-Bahnhof Fuhlsbüttel

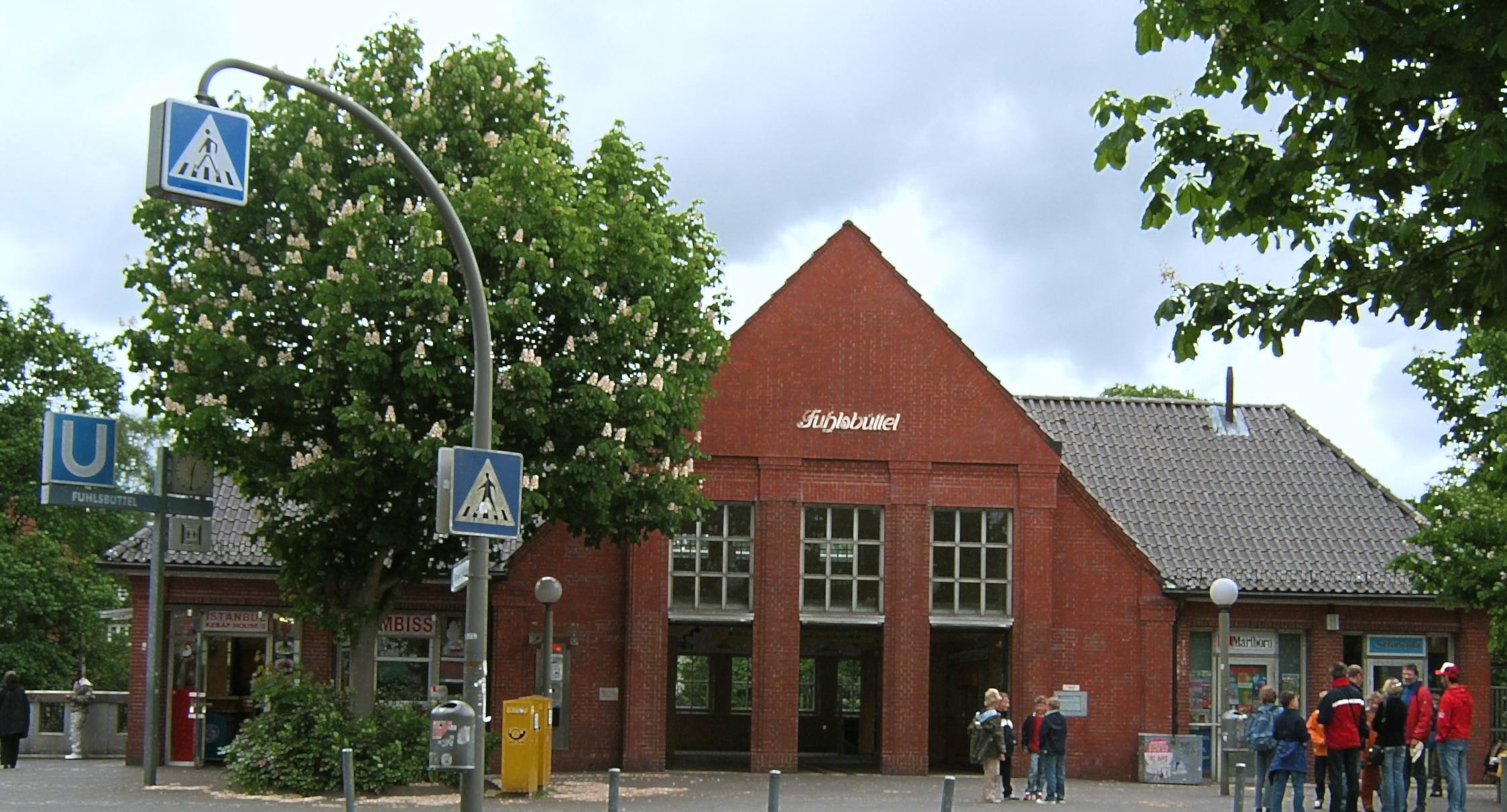
Zugangsgebäude

Der U-Bahnhof Fuhlsbüttel ist eine Haltestelle der Linie U1 der Hamburger U-Bahn. Das Kürzel der Station bei der Betreiber-Gesellschaft Hamburger Hochbahn lautet „FU“. Täglich steigen hier durchschnittlich 7400 Personen ein und aus (mo–fr, 2019).

## Station
Die Station liegt in Fuhlsbüttel und hat einen Ausgang auf der Nordseite des Bahnsteiges zum Kleekamp. Die U-Bahn-Station hat zwei Gleise mit einem Mittelbahnsteig in einem Einschnitt, wie jede Hamburger U-Bahn-Haltestelle verfügt sie über Zugzielanzeiger, Sitzbänke und Uhren.
An der Haltestelle halten die Busse der Linien 174 und 218.
In unmittelbarer Nähe zum Bahnhof befindet sich ein P+R-Parkplatz.

## Geschichte
Die Station der Langenhorner Bahn wurde 1918 fertiggestellt, jedoch erst 1921 mit Aufnahme des elektrischen Betriebes eröffnet. Zuvor gab es nur auf dem bis in die 2000er Jahre östlich der U-Bahn ebenfalls im Einschnitt liegenden Gütergleis Ohlsdorf–Ochsenzoll Dampfbetrieb.
Die Station wurde zuletzt 1990 modernisiert und später barrierefrei ausgebaut.
| Linie | Verlauf |
| ----- | --- |
| U 1   | Norderstedt Mitte – Richtweg – Garstedt – Ochsenzoll – Kiwittsmoor – Langenhorn Nord – Langenhorn Markt – Fuhlsbüttel Nord – Fuhlsbüttel – Klein Borstel – Ohlsdorf – Sengelmannstraße (City Nord) – Alsterdorf – Lattenkamp (Sporthalle) – Hudtwalckerstraße – Kellinghusenstraße – Klosterstern – Hallerstraße – Stephansplatz (Oper/CCH) – Jungfernstieg – Meßberg – Steinstraße – Hauptbahnhof Süd – Lohmühlenstraße – Lübecker Straße – Wartenau – Ritterstraße – Wandsbeker Chaussee – Wandsbek Markt – Straßburger Straße – Alter Teichweg – Wandsbek-Gartenstadt – Trabrennbahn – Farmsen – Oldenfelde – Berne – Meiendorfer Weg – Volksdorf / Streckenast Ohlstedt – Buckhorn – Hoisbüttel – Ohlstedt \ Streckenast Großhansdorf – Buchenkamp – Ahrensburg West – Ahrensburg Ost – Schmalenbeck – Kiekut – Großhansdorf |